# Båstad Challenger
Båstad Challenger —  международный мужской теннисный турнир, проводившийся в июле с 2016 по 2018 года, на открытых грунтовых кортах Теннисного стадиона Бостада в Бостаде (Швеция).Турнир являлся частью тура ATP Challenger. Призовой фонд составлял 42,5 тысяч евро плюс оплату за проживание при турнирной сетке, рассчитанной на 32 участника в одиночном разряде и 16 пар.

## Победители и финалисты

### Одиночный разряд
| Год  | Победитель      | Финалист                | Счёт в финале |
| ---- | --------------- | ----------------------- | ------------- |
| 2018 | Педро Мартинес  | Корантен Муте           | 7–65, 6–4     |
| 2017 | Душан Лайович   | Леонардо Майер          | 6–2, 7–64     |
| 2016 | Орасио Себальос | Роберто Карбальес Баэна | 6–3, 6–4      |

### Парный разряд
| Год  | Победители                       | Финалисты                            | Счёт в финале |
| ---- | -------------------------------- | ------------------------------------ | ------------- |
| 2018 | Харри Хелиёваара Хенри Лааксонен | Зденек Колар Гонсало Оливейра        | 6–4, 6–3      |
| 2017 | Туна Алтуна Вацлав Шафранек      | Шрирам Баладжи Виджай Сундар Прашант | 6–1, 6–4      |
| 2016 | Исак Арвидссон Фред Симонссон    | Юхан Брунстрём Андреас Сильестрём    | 6–3, 7–5      |